# 이고잉
이고잉은 생활코딩, 오픈튜토리얼스를 만든 대한민국의 프로그래머이다. 2011년 일반인에게 컴퓨터 프로그래밍을 알려주기 위해 생활코딩을 창시하였다. 생활코딩은 국내 비영리 프로그래밍 교육의 효시로 평가받고 있다. 실명을 공개하지 않고 이고잉이라는 가명을 쓰는 이유는 온라인과 오프라인에서의 생활을 구분짓기 위해서라고 밝혔다.

## 생애
대학교 국문학과 재학중 학과 홈페이지를 관리하다가 웹개발에 흥미를 느꼈다. 제대 후 복학하지 않고 전문 웹개발자로 한 업체에 근무했다. 6년간 재직 후 매너리즘이 느껴져 2010년 경 회사를 그만두었다.  이후 생활코딩을 시작하였고, 이를 담기 위한 오픈튜토리얼스를 제작하였다. 민노씨와의 인터뷰에서 생활코딩은 취미 생활이며, 본업은 따로 있다고 했다.